# 722. grenadirski polk (Wehrmacht)
722. grenadirski polk (nemško 722. Grenadier-Regiment) je bil pehotni polk Heera v času druge svetovne vojne.

## Zgodovina
Polk je bil ustanovljen 15. oktobra 1942 za potrebe 702. pehotne divizije.